# Liste der Stolpersteine in Büdingen
Die Liste der Stolpersteine in Büdingen enthält die Stolpersteine, die im Rahmen des gleichnamigen Kunst-Projekts von Gunter Demnig in Büdingen verlegt wurden. Mit ihnen soll an die Opfer des Nationalsozialismus erinnert werden, die in Büdingen lebten und wirkten.

## Liste der Stolpersteine

### Büdingen
| Adresse            | Name                     | Inschrift | Verlegedatum       | Bild | Anmerkung |
| ------------------ | ------------------------ | --- | ------------------ | --- | --------- |
| Altstadt 4 ·       | Max Salomon              | |                    | Bild gesucht Der Benutzer GeorgDerReisende ( Diskussion ) wünscht sich an dieser Stelle ein Bild vom Ort mit diesen Koordinaten 50.292302 9.1165995 . Motiv: Stolpersteine für Familie Salomon Falls du dabei helfen möchtest, erklärt die Anleitung , wie das geht. BW                                                   |           |
| Altstadt 4 ·       | Berta Salomon            | |                    | |           |
| Altstadt 4 ·       | Irmgard Salomon          | |                    | |           |
| Altstadt 4 ·       | Lothar Salomon           | |                    | |           |
| Altstadt 4 ·       | Margot Salomon           | |                    | |           |
| Altstadt 8 ·       | Abraham Münz             | |                    | Bild gesucht Der Benutzer GeorgDerReisende ( Diskussion ) wünscht sich an dieser Stelle ein Bild vom Ort mit diesen Koordinaten 50.292176 9.1166605 . Motiv: Stolpersteine für Familien Levi und Münz Falls du dabei helfen möchtest, erklärt die Anleitung , wie das geht. BW                                            |           |
| Altstadt 8 ·       | Klara Münz               | |                    | |           |
| Altstadt 8 ·       | Fritz 'Friedrich' Levi   | |                    | |           |
| Altstadt 8 ·       | Selma Levi               | |                    | |           |
| Altstadt 8 ·       | Erika Levi               | |                    | |           |
| Altstadt 13 ·      | Max Rosenthal            | "Hier wohnte Max Rosenthal J.G. 1900 Flucht 1937 USA überlebt"                                                                                     |                    | |           |
| Altstadt 13 ·      | Bertha Rosenthal         | "Hier wohnte Max Rosenthal Geb. Rindsberg J.G. 1900 Heimatort 1937 verlassen ???"                                                                  |                    | |           |
| Altstadt 13 ·      | Hans Leopold Rosenthal   | "Hier wohnte Hans Leopold Rosenthal J.G. 1937 Heimatort 1937 verlassen ???"                                                                        |                    | |           |
| Altstadt 13 ·      | Willi Heinrich Rosenthal | "Hier wohnte Wilhelm Heinrich Rosenthal J.G. 1903 Heimatort 1937 verlassen ???"                                                                    |                    | |           |
| Am Schloßplatz 4 · | Ernst Schwalm            | „Hier arbeitete Ernst Schwalm Zeuge Jehovas Jg. 1900 Verhaftet 1938 In mehreren KZ Zuletzt 1945 Arbeitskommando Melk Arbeitslager Ebensee Befreit“ | 14. September 2022 | |           |
| Bahnhofstraße 14   | Ida Speier               | | 14. September 2022 | Bild gesucht Der Benutzer -- Herbol ( Diskussion ) 22:38, 15. Jan. 2023 (CET) wünscht sich an dieser Stelle ein Bild vom Ort mit diesen Koordinaten 50.291588 9.1185385 . Motiv: Stolperstein für Ida und Siegmund Speier Falls du dabei helfen möchtest, erklärt die Anleitung , wie das geht. BW                        |           |
| Bahnhofstraße 14   | Siegmund Speier          | | 14. September 2022 | |           |
| Bahnhofstraße 14   | Heinz Speier             | | 14. September 2022 | |           |
| Bahnhofstraße 14   | Kurt Speier              | | 14. September 2022 | |           |
| Bahnhofstraße 16 · | Grete Kaufmann           | |                    | Bild gesucht Der Benutzer GeorgDerReisende ( Diskussion ) wünscht sich an dieser Stelle ein Bild vom Ort mit diesen Koordinaten 50.291462 9.1101335 . Motiv: Stolpersteine für Familie Kaufmann Falls du dabei helfen möchtest, erklärt die Anleitung , wie das geht. BW                                                  |           |
| Bahnhofstraße 16 · | Günter Kaufmann          | |                    | |           |
| Bahnhofstraße 16 · | Karl Kaufmann            | |                    | |           |
| Bahnhofstraße 16 · | Klara Kaufmann           | |                    | |           |
| Bahnhofstraße 18 · | Salomon Stern            | | 14. Sep. 2022      | Bild gesucht Der Benutzer GeorgDerReisende ( Diskussion ) wünscht sich an dieser Stelle ein Bild vom Ort mit diesen Koordinaten 50.29132742 9.10981343 . Motiv: Bahnhofstraße 18: die Stolpersteine für die Familie Stern, die Lage und das Haus Falls du dabei helfen möchtest, erklärt die Anleitung , wie das geht. BW |           |
| Bahnhofstraße 18 · | Johanna Stern            | | 14. Sep. 2022      | |           |
| Bahnhofstraße 18 · | Alfred Stern             | | 14. Sep. 2022      | |           |
| Bahnhofstraße 18 · | David-Dieter Stern       | | 14. Sep. 2022      | |           |
| Bahnhofstraße 19 · | Josef Eulau              | | 14. Sep. 2022      | Bild gesucht Der Benutzer GeorgDerReisende ( Diskussion ) wünscht sich an dieser Stelle ein Bild vom Ort mit diesen Koordinaten 50.29125 9.10933 . Motiv: Bahnhofstraße 19: die Stolpersteine für die Familie Eulau, die Lage und das Haus Falls du dabei helfen möchtest, erklärt die Anleitung , wie das geht. BW       |           |
| Bahnhofstraße 19 · | Gertrud Eulau            | | 14. Sep. 2022      | |           |
| Bahnhofstraße 19 · | Margot Selma Eulau       | | 14. Sep. 2022      | |           |
| Bahnhofstraße 19 · | Hans Julius Eulau        | | 14. Sep. 2022      | |           |
| Bahnhofstraße 20 · | Abraham Sichel           | |                    | Bild gesucht Der Benutzer GeorgDerReisende ( Diskussion ) wünscht sich an dieser Stelle ein Bild vom Ort mit diesen Koordinaten 50.291294 9.1097675 . Motiv: Stolpersteine für Familie Sichel Falls du dabei helfen möchtest, erklärt die Anleitung , wie das geht. BW                                                    |           |
| Bahnhofstraße 20 · | Betty 'Rosa' Sichel      | |                    | |           |
| Bahnhofstraße 20 · | Paul Sichel              | |                    | |           |
| Erbsengasse 26 ·   | Amalie Schiff            | "Hier wohnte Amalie Schiff Geb. Oppenheimer JG. 1861 Deportiert 1942 Tot in Theresienstadt"                                                        |                    | |           |
| Erbsengasse 26 ·   | Simon May                | "Hier wohnte Simon Schiff Geb. Oppenheimer JG. 1885 Deportiert 1942 Lodz ermordet"                                                                 |                    | |           |
| Erbsengasse 26 ·   | Paula May                | "Hier wohnte Paula May Schiff Geb. Schiff JG. 1889 Deportiert 1942 Lodz ermordet"                                                                  |                    | |           |
| Marktplatz 6 ·     | Moses Nussbaum           | |                    | Bild gesucht Der Benutzer GeorgDerReisende ( Diskussion ) wünscht sich an dieser Stelle ein Bild vom Ort mit diesen Koordinaten 50.292638 9.1170875 . Motiv: Stolpersteine für Familie Nussbaum Falls du dabei helfen möchtest, erklärt die Anleitung , wie das geht. BW                                                  |           |
| Marktplatz 6 ·     | Erna Nussbaum            | |                    | |           |
| Marktplatz 6 ·     | Walter Nussbaum          | |                    | |           |
| Marktplatz 8 ·     | Daniel Bornheim          | |                    | |           |
| Marktplatz 8 ·     | Lina Bornheim            | |                    | |           |
| Marktplatz 8 ·     | Hildegard Rosenberg      | |                    | |           |
| Marktplatz 8 ·     | Ruth Bornheim            | |                    | |           |
| Marktplatz 8 ·     | Lieselotte Steinberg     | |                    | |           |
| Marktplatz 8 ·     | Therese Sichel           | |                    | |           |
| Marktplatz 9 ·     | Adolf Goldschmidt        | "Hier wohnte Adolf Goldschmidt Geb. Lahnstein JG. 1882 Deportiert 1942 Minsk ermordet"                                                             |                    | |           |
| Marktplatz 9 ·     | Hedwig Goldschmidt       | "Hier wohnte Hedwig Goldschmidt Geb. Lahnstein JG. 1892 Deportiert 1942 Minsk ermordet"                                                            |                    | |           |
| Marktplatz 9 ·     | Gertrud Goldschmidt      | "Hier wohnte Gertrud Goldschmidt Geb. Lahnstein JG. 1921 Deportiert 1942 Minsk ermordet"                                                           |                    | |           |
| Marktplatz 9 ·     | Inge Goldschmidt         | "Hier wohnte Inge Goldschmidt Geb. Lahnstein JG. 1926 Deportiert 1942 Minsk ermordet"                                                              |                    | |           |
| Müllergasse 2 ·    | Regine Stern             | "Hier wohnte Regine Stern Geb. Oppenheimer JG. 1889 Deportiert 1941 Minsk ermordet"                                                                |                    | |           |
| Müllergasse 2 ·    | Betti Stern              | "Hier wohnte Regine Stern Geb. Oppenheimer JG. 1921 Deportiert 1941 Minsk ermordet"                                                                |                    | |           |
| Neustadt 4 ·       | Simon Weil               | "Hier wohnte Simon Weil Geb. Oppenheimer JG. 1855 Deportiert 1942 Theresienstadt ???"                                                              |                    | |           |
| Obergasse 4 ·      | Abraham Rosenberg        | "Hier wohnte Abraham Rosenberg JG. 1888 Deportiert 1944 Auschwitz ermordet"                                                                        |                    | |           |
| Obergasse 4 ·      | Martha Rosenberg         | "Hier wohnte Martha Rosenberg Geb. Oppenheimer JG. 1889 Deportiert 1944 Auschwitz ermordet"                                                        |                    | |           |
| Obergasse 4 ·      | Kurt Rosenberg           | "Hier wohnte Kurt Rosenberg Geb. Oppenheimer JG. 1931 Deportiert 1944 Auschwitz ermordet"                                                          |                    | |           |
| Obergasse 4 ·      | Jacob Rosenberg          | "Hier wohnte Jacob Rosenberg Geb. Oppenheimer JG. 1872 Deportiert 1942 Theresienstadt ermordet"                                                    |                    | |           |
| Obergasse 4 ·      | Rosalie Rosenberg        | "Hier wohnte Rosalie Rosenberg Geb. Oppenheimer JG. 1863 Deportiert 1942 Theresienstadt ermordet"                                                  |                    | |           |
| Obergasse 8 ·      | Berta Goldstein          | |                    | Bild gesucht Der Benutzer GeorgDerReisende ( Diskussion ) wünscht sich an dieser Stelle ein Bild vom Ort mit diesen Koordinaten 50.293478 9.1159285 . Motiv: Stolperstein für Berta Goldstein Falls du dabei helfen möchtest, erklärt die Anleitung , wie das geht. BW                                                    |           |
| Obergasse 32 ·     | Liesel Wetterhahn        | "Hier wohnte Liesel Wetterhahn Geb. Kulp JG. 1911 Deportiert 1942 ???"                                                                             |                    | |           |
| Schlossgasse 9 ·   | Gustav Hirschmann        | |                    | Bild gesucht Der Benutzer GeorgDerReisende ( Diskussion ) wünscht sich an dieser Stelle ein Bild vom Ort mit diesen Koordinaten 50.291588 9.1185385 . Motiv: Stolperstein für Gustav Hirschmann Falls du dabei helfen möchtest, erklärt die Anleitung , wie das geht. BW                                                  |           |

### Düdelsheim
| Adresse          | Name               | Inschrift | Verlegedatum | Bild | Anmerkung |
| ---------------- | ------------------ | --------- | ------------ | --- | --------- |
| Am Weinberg 14 · | Rudolf May         |           |              | Bild gesucht Der Benutzer GeorgDerReisende ( Diskussion ) wünscht sich an dieser Stelle ein Bild vom Ort mit diesen Koordinaten 50.29457 9.0292605 . Motiv: Stolpersteine für Familie May Falls du dabei helfen möchtest, erklärt die Anleitung , wie das geht. BW   |           |
| Am Weinberg 14 · | Selma May          |           |              | |           |
| Am Weinberg 14 · | Ilse May           |           |              | |           |
| Am Weinberg 14 · | Rosel May          |           |              | |           |
| Am Weinberg 25 · | Julius Hess II.    |           |              | Bild gesucht Der Benutzer GeorgDerReisende ( Diskussion ) wünscht sich an dieser Stelle ein Bild vom Ort mit diesen Koordinaten 50.294318 9.0289555 . Motiv: Stolpersteine für Familie Hess Falls du dabei helfen möchtest, erklärt die Anleitung , wie das geht. BW |           |
| Am Weinberg 25 · | Emma Hess          |           |              | |           |
| Hauptstraße 4 ·  | Sophie Hess        |           |              | Bild gesucht Der Benutzer GeorgDerReisende ( Diskussion ) wünscht sich an dieser Stelle ein Bild vom Ort mit diesen Koordinaten 50.295074 9.0320055 . Motiv: Stolpersteine für Familie Hess Falls du dabei helfen möchtest, erklärt die Anleitung , wie das geht. BW |           |
| Hauptstraße 4 ·  | Siegfried Hess II. |           |              | |           |
| Hauptstraße 16 · | Julius Hess I.     |           |              | Bild gesucht Der Benutzer GeorgDerReisende ( Diskussion ) wünscht sich an dieser Stelle ein Bild vom Ort mit diesen Koordinaten 50.293646 9.0307245 . Motiv: Stolpersteine für Familie Hess Falls du dabei helfen möchtest, erklärt die Anleitung , wie das geht. BW |           |
| Hauptstraße 16 · | Rosa Hess          |           |              | |           |
| Hauptstraße 16 · | Ernst Isaak Hess   |           |              | |           |

### Eckartshausen
| Adresse       | Name             | Inschrift | Verlegedatum | Bild | Anmerkung |
| ------------- | ---------------- | --------- | ------------ | --- | --------- |
| Burggasse 4 · | Hermann Köstrich |           |              | Bild gesucht Der Benutzer GeorgDerReisende ( Diskussion ) wünscht sich an dieser Stelle ein Bild vom Ort mit diesen Koordinaten 50.253524 9.0244415 . Motiv: Stolpersteine für Familie Köstrich Falls du dabei helfen möchtest, erklärt die Anleitung , wie das geht. BW |           |
| Burggasse 4 · | Clara Köstrich   |           |              | |           |
| Burggasse 4 · | Ilse Nassauer    |           |              | |           |
| Burggasse 4 · | Sigurd Köstrich  |           |              | |           |